# 等温输送

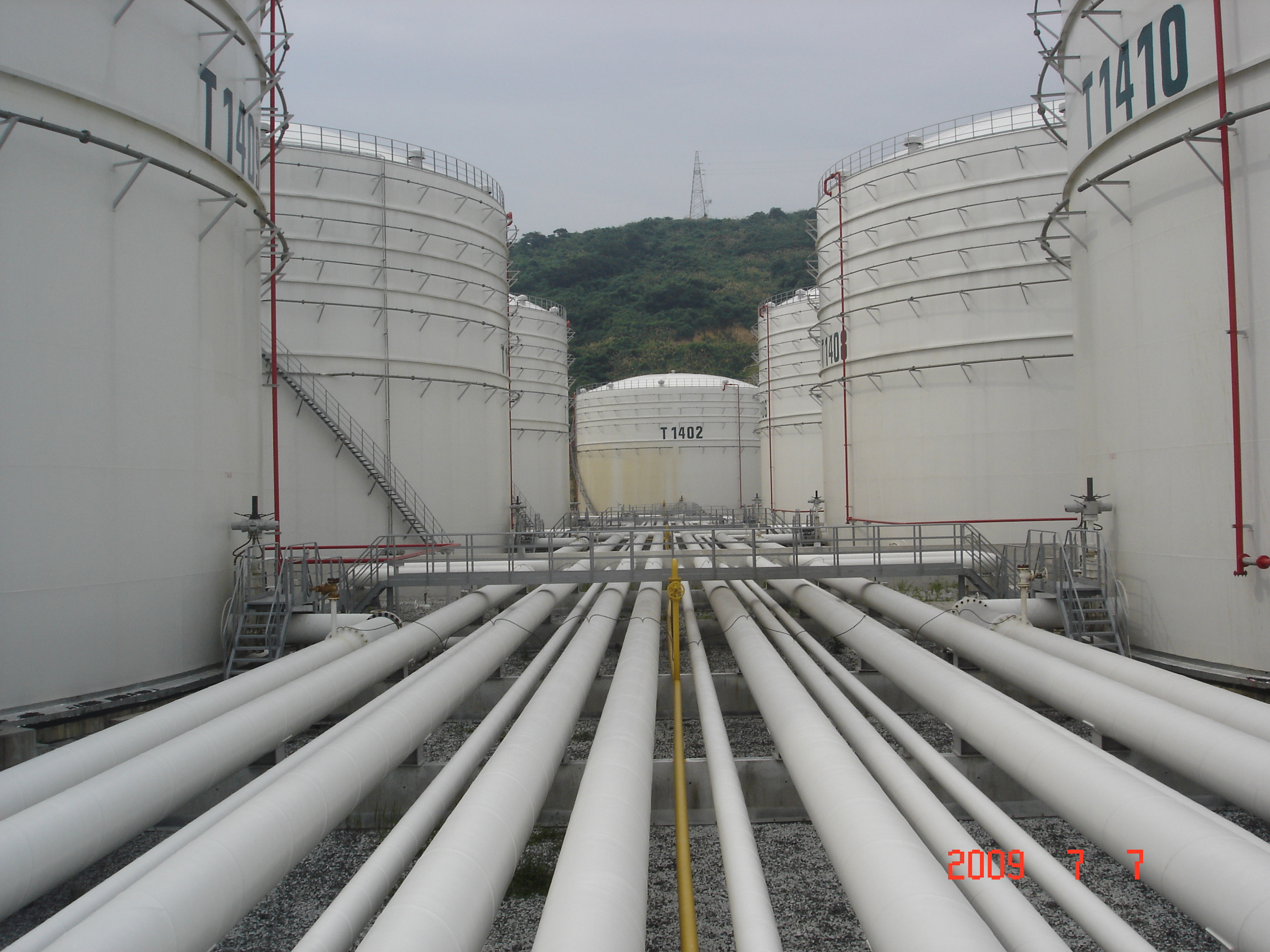
轻质油品采用等温输送，管道无需加热和保温

等温输送，是指在使用输油管道进行石油输送过程中不进行加热的输送工艺，由于使用该种输送工艺时，油品和管道的温度与周围土壤温度相等，故名为“等温”，等温输送适合轻质成品油（如：汽油、柴油和航空煤油等）以及低凝点原油。

## 工艺特点
输油管道工艺主要是解决管线内流体和管道以及管道周边的土壤在管线输送过程中所发生的各种力学和热力学关系，以此达到最优化的管道泵站的排布方案。由于等温管道不需要考虑管道和管道网络与土壤的热量损失问题，因此只需要从流体力学等角度对管线的的摩阻损失以及所需要的动力进行分析，原则就是根据泵站所能提供的压力能和管道所需的压力能平衡进行分析。泵站所输出的扬程（H）和泵的流量（Q）和用下列近似的计算公式{\displaystyle {\begin{smallmatrix}H=f(Q)\end{smallmatrix}}}进行表征：
- 对于固定转速的泵机组，其长输管道泵站扬程和管道流量的近似情况如下：{\displaystyle H=a-bQ^{2-m}}

此式中，H为泵站扬程采用量纲为米(m)；Q为泵的排量量纲为m^3/h；a、b为常数；m是管道流量与压降关系式中的指数，在水力平方区内m=0.25，混合摩擦区中m=0.123，上述公式得出的结论与实验数据误差一般不超过2%
- 对于泵机转动速度有变化的泵站，则近似用下式描述：{\displaystyle H=a({\frac {n}{n_{0}}})^{2}-b({\frac {n}{n_{0}}})^{m}Q^{2-m}}

此式中，{\displaystyle {\begin{smallmatrix}n\end{smallmatrix}}}是调速后的转速，量纲为{\displaystyle {\begin{smallmatrix}n_{0}\end{smallmatrix}}}为调速前的转速，量纲为r/min；a、b为常数，其他符号与前式相同意义
- 对于泵机叶轮直径变化后的情况如下：{\displaystyle H=a({\frac {D}{D_{0}}})^{2}-b({\frac {D}{D_{0}}})^{m}Q^{2-m}}

{\displaystyle {\begin{smallmatrix}D\end{smallmatrix}}}和{\displaystyle {\begin{smallmatrix}D_{0}\end{smallmatrix}}}分别为叶轮变化后和变化前的直径。
此外，输送所需的动能还与油品的粘度以及泵的汽蚀余量等等有关系，一般而言粘度越大则所需泵站提供的动能越大。

## 设计优化原则
等温输送需要逐步优化出最经济的方案。通常需要先对所选的设备、工艺方案的安全性、可靠性和先进性进行技术评价，再是应用工程经济学的方法，对各种方案进行经济分析比较，评价工程投资的经济可行性，并预测投资的经济效益，最终确定方案。对于各种管径的方案进行比较，需要估算确定个方案的工程总投资及建设年限、工程寿命期内的经营费用和盈利等。工程总投资包括线路投资、站场投资和配套工程三部分，线路投资指铺设单位长度的管线所需的经费，在结合管线的总里程；站场投资指按不同的输送量、站场类型、自动化水平等等因素给出的每座站场的投资；配套工程指诸如供电、通讯和管理机构生活设施等投资以及维修费用等。